# Głosków (przystanek kolejowy)
Głosków – przystanek osobowy, a dawniej także i mijanka Piaseczyńsko-Grójeckiej Kolei Wąskotorowej w Głoskowie-Letnisku, w gminie Piaseczno, województwie mazowieckim, w Polsce.  
Przystanek kolejowy oddano do użytku 10.04.1914 roku wraz z odcinkiem linii wąskotorowej pomiędzy Gołkowem a Grójcem. Do 01.07.1991 r. przystanek obsługiwał rozkładowy ruch pasażerski.
Na przystanku znajdowała się dwutorowa mijanka, która została rozebrana po zamknięciu rozkładowego ruchu pasażerskiego oraz ruchu towarowego. Jej pozostałością jest zachowana zwrotnica torowa. Obiekt posiadał również budynek dworcowy, w którym do roku 1967 znajdowała się kasa biletowa.